# 70720 Davidskillman
70720 Davidskillman este un asteroid din centura principală de asteroizi.

## Descriere
70720 Davidskillman este un asteroid din centura principală de asteroizi. A fost descoperit pe 31 octombrie 1999 în cadrul proiectului CSS. Asteroidul prezintă o orbită caracterizată de o semiaxă mare de 2,65 ua, o excentricitate de 0,03 și o înclinație de 22,8° în raport cu ecliptica.